# Mulatu Teshome
Mulatu Teshome Wirtu (amharsky: ሙላቱ ተሾመ; * 1957 Arjo, Etiopské císařství) je etiopský politik a od roku 2013 do 2018 byl také 3. prezident Etiopie.

## Mládí a politická kariéra
Narodil se v Arjo. Na Pekingské univerzitě vystudoval bakalářské studium filozofie politické ekonomie a doktorát v mezinárodním právu. V roce 1990 vystudoval magisterské studium v oboru práva a diplomacie na Fletcherově škole práva a diplomacie na Tuftsově univerzitě.
V polovině devadesátých let byl náměstkem ministra hospodářského rozvoje a pracoval pod vedením ministra Girmy Birru. V roce 2001 byl jmenován ministrem zemědělství. Byl také předsedou sněmovny federace od roku 2002 do roku 2005. Působil jako velvyslanec Etiopie v Číně, Japonsku, Turecku a Ázerbájdžánu .
Zatímco sloužil jako velvyslanec v Turecku, byl zvolen jako prezident Etiopie na základě jednomyslného hlasování v parlamentu dne 7. října 2013. Ve funkci prezidenta ho 25. října 2018 vystřídala Sahle-Work Zewdeová.